# Qubus Hotel
Qubus Hotel – polska sieć hoteli należąca do norweskiej spółki Caiano AS. Oferuje obiekty przeznaczone dla biznesu i turystów indywidualnych. W jej skład wchodzi 14 hoteli trzy- i czterogwiazdkowych z salami konferencyjnymi.
Obiekty sieci zlokalizowane są w Bielsku-Białej, Bydgoszczy, Gdańsku, Gliwicach, Głogowie, Gorzowie Wielkopolskim, Kielcach, Krakowie, Legnicy, Łodzi, Wrocławiu, Zielonej Górze i Żorach. Sieć zatrudnia obecnie prawie 700 pracowników. W 2015 roku spółka otworzyła Hotel Alto w Żorach, wprowadzając do swojego portfolio nowy brand dedykowany miastom średniej wielkości.

## Historia sieci
Pierwszy hotel został otwarty we wrześniu 1996 roku w Zielonej Górze. Kolejne obiekty uruchomiono następnie w Gorzowie Wielkopolskim (2000), Złotoryi (2001-2018), Wrocławiu (2001) i Głogowie (2001), Legnicy (2002), Gliwicach (2003), Krakowie (2006), Kielcach (2006) i Łodzi (2006), Gdańsku (2009), Bielsku-Białej (2011) a w 2023 ponownie w Katowicach (wcześniej jako Qubus Hotel Prestige funkcjonował w Katowicach od 2004 do 2016 roku). W 2024 roku firma zakupiła hotel w Bydgoszczy, który od 2025 roku działa pod nazwą Qubus Hotel Bydgoszcz.  W 2007 roku głównym właścicielem sieci została norweska spółka Caiano AS z siedzibą w Haugesund, która inwestuje także w transport morski, nieruchomości, rybołówstwo oraz winnicę we Włoszech. Qubus Hotel jest laureatem takich nagród jak Gazela Biznesu, Gepard Biznesu, Solidny Pracodawca, Inwestor w Kapitał Ludzki, Best Hotel Award, TripAdvisor for Bussiness, Top Rated Hotel itp.

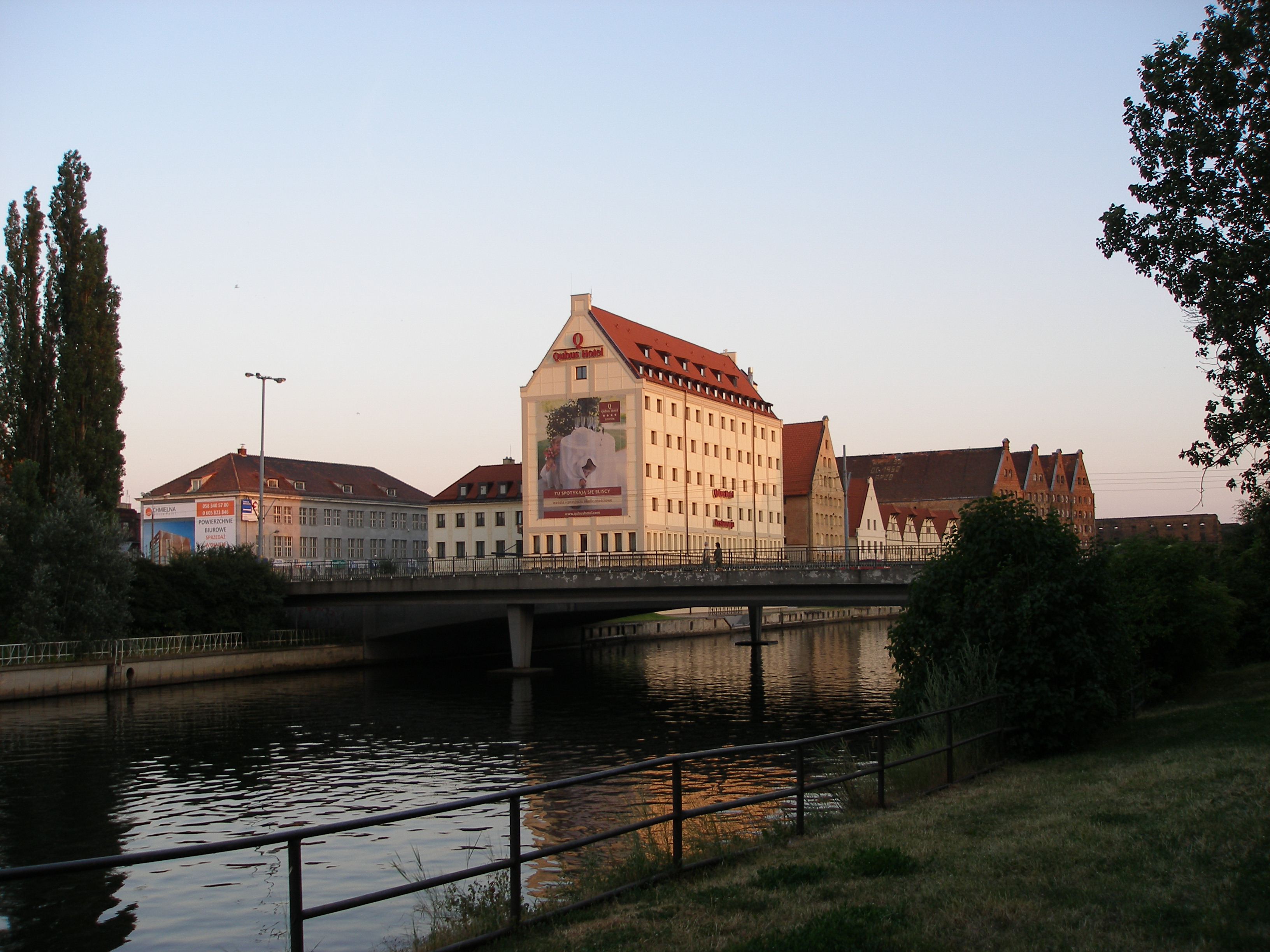
Gdańsk ul. Chmielna 47-52
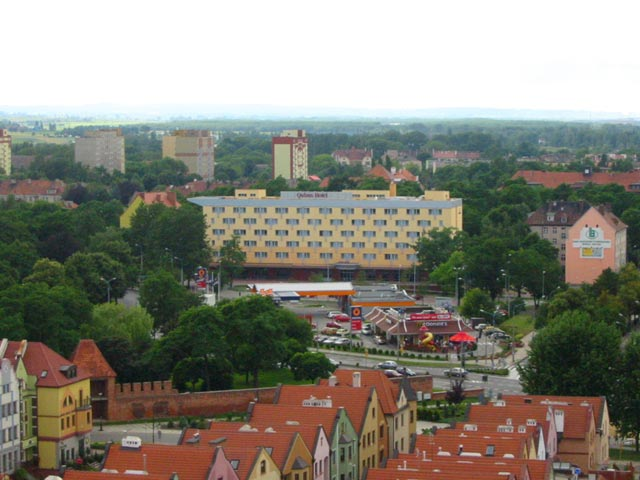
Głogów pl. Konstytucji 3 Maja 1
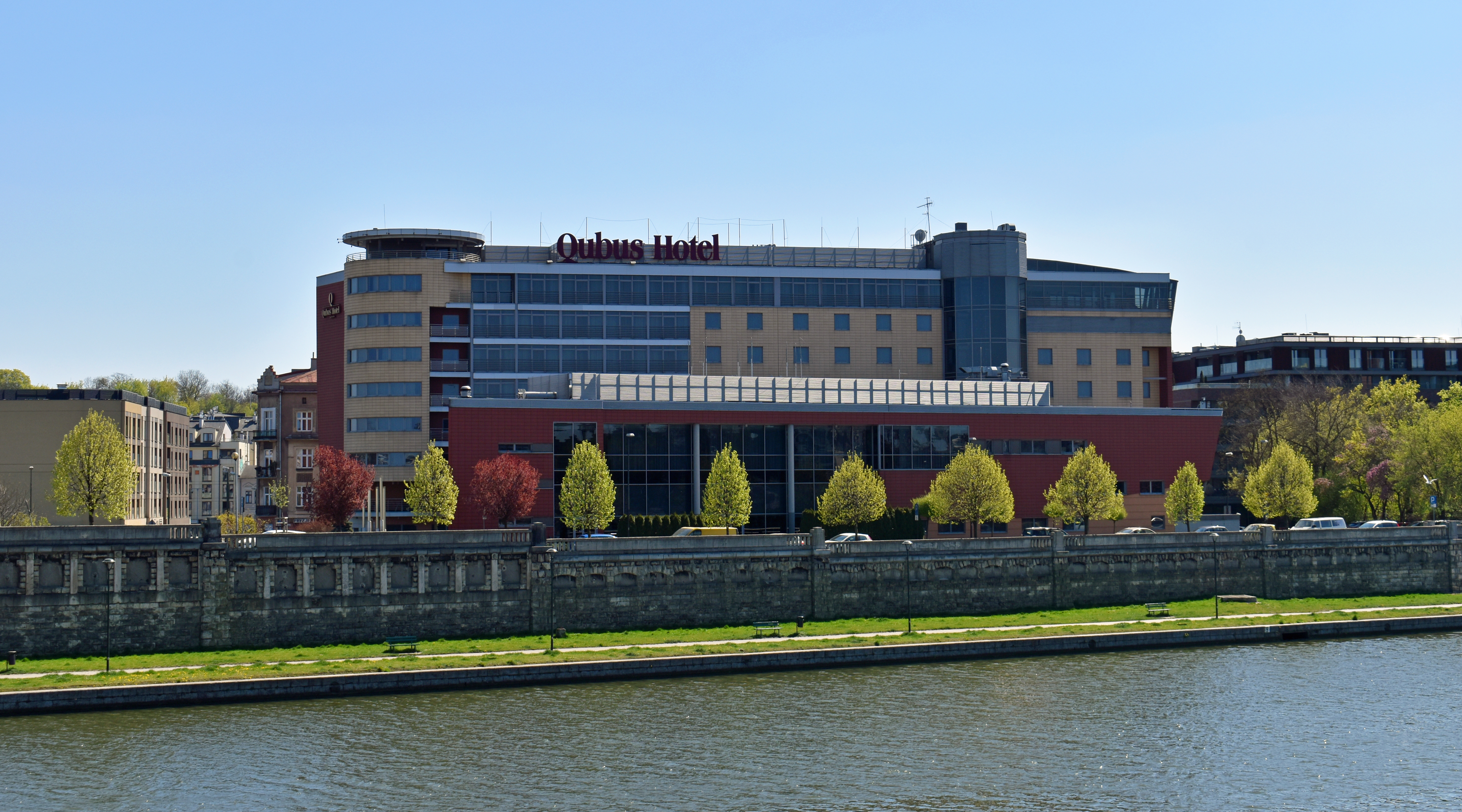
Kraków ul. Nadwiślańska 6
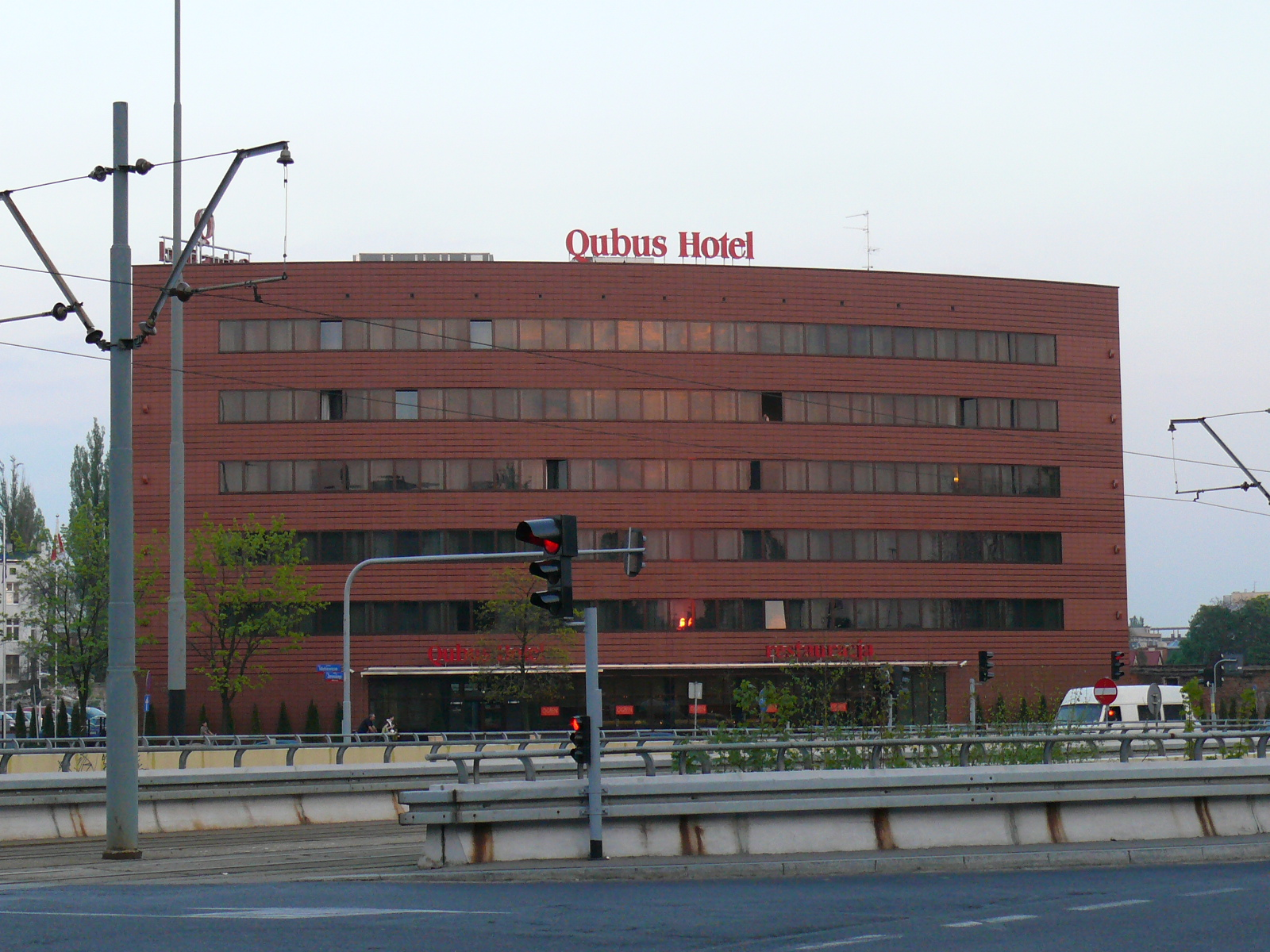
Łódź al. Mickiewicza 7